# Erdmuthe de Saxe-Zeitz
Erdmuthe Dorothée de Saxe-Zeitz, née le 13 novembre 1661 et morte le 29 avril 1720, est la fille de Maurice de Saxe-Zeitz et de Dorothée-Marie de Saxe-Weimar.

## Famille
Elle épouse Christian II de Saxe-Mersebourg, le 14 octobre 1679 à Zeitz. Ils ont sept enfants :
- Christian III Maurice (1680-1694), duc de Saxe-Mersebourg ;
- Jean-Guillaume (1681-1685) ;
- Auguste-Frédéric (1684-1685) ;
- Philippe-Louis (1686-1688) ;
- Maurice-Guillaume (1688-1731), duc de Saxe-Mersebourg ;
- Frédéric-Erdmann (1691-1714), épouse en 1714 Éléonore, fille du prince Emmanuel Lebrecht d'Anhalt-Köthen ;
- Christiane Éléonore Dorothée (1692-1693).

## Régente du duché de Saxe-Mersebourg
Après la mort de son époux le 20 octobre 1694, elle assure la régence pour son fils, Christian III Maurice de Saxe-Mersebourg, et après la mort de ce dernier le 14 novembre 1694, pour son deuxième fils Maurice-Guillaume de Saxe-Mersebourg jusqu'à ce qu'il atteigne ses 18 ans en 1712.
Elle meurt en 1720 et est enterrée dans la crypte de la cathédrale de Mersebourg. À l'occasion de sa mort, un ducat d'or est frappé. Une des quatre obélisques du jardin du château de Mersebourg est dédié à sa mémoire.